# Grasberg (Indonésie)
Pour les articles homonymes, voir Grasberg.
Le Grasberg est une montagne d'Indonésie située dans l'île de Nouvelle-Guinée, dans les monts Maoke.
La mine de Grasberg, une des plus grandes au monde, se trouve à ses pieds.